# Rock (mikroprocesszor)
A Rock (vagy ROCK) egy többszálas, többmagos SPARC mikroprocesszor volt a Sun Microsystems fejlesztésében. A processzor nem jutott el a gyártásig, visszavonták, csak tesztpéldányai készültek. A SPARC T sorozat (CoolThreads/Niagara) processzorcsaládból kiinduló különálló fejlesztés volt.
A Rock fejlesztésénél a Niagara család processzoraihoz képest magasabb szálankénti teljesítményt, magasabb lebegőpontos teljesítményt, és nagyobb SMP skálázhatóságot igyekeztek elérni. A Rock processzor a hagyományos magasabb kategóriájú adatfeldolgozási feladatokat célozta, mint például kiszolgálóoldali adatbázis-szerverek, és az intenzív lebegőpontos számításokat igénylő nagyteljesítményű számítási munkaterhelést, ezzel szemben a Niagara család a hálózati feladatokra volt optimalizálva, például webszerverek kiszolgálására.

## A processzormag
A Rock processzor a 64 bites SPARC V9 utasításkészletet és a VIS 3.0 SIMD multimédia utasításkészlet-kiterjesztést implementálja.
Egy Rock processzorban 16 mag található, 4×4-es elrendezésben, mindegyik mag két szálat képes egyidejűleg futtatni, tehát a teljes csip összesen 32 szálat futtathat. A Rock processzoros szerverek FB-DIMM (Fully Buffered DIMM) memóriatechnológiát alkalmaztak volna, a megbízhatóság, sebesség és a memóriarendszerek sűrűsége érdekében. A Rock processzor 65 nm-es gyártási technológiával készült, induló órajele 2,3 GHz volt.
A Rock processzorcsip tranzisztorszáma 321 millió, lapkafelülete 396 mm², maximális energiafelvétele közelítőleg 250 W.

### Klaszterek
A Rock 16 magjait négy klaszterbe szervezték, fizikai elhelyezésük is egy négy negyedre osztott négyzetre hasonlít, középen a kereszt alakban elhelyezett közösen használt részekkel és összekötő elemekkel. Egy klaszterben a magok egy közös 32 KiB-os utasítás-gyorsítótárat, két 32 KiB-os adat-gyorsítótárat, és két FGU lebegőpontos/grafikai egységet használnak. A Sun azért tervezte így a csipet, mert a szerveroldali munkaterhelés általában az adatok és utasítások magas újrafelhasználásával jár a processzek és szálak között, de általánosságban kevés lebegőpontos művelet várható. Így a hardvererőforrások megosztása négy mag között a klaszterben jelentős terület- és fogyasztásmegtakarítást tesz lehetővé, ám csak kis hatása van a teljesítményre.

## Rendkívüli tulajdonságok
2005-ben a Sun nyilvánosságra hozta a Rock processzorok egy igen érdekes jellemzőjét, a hardware scout-nak nevezett technikát (magyarul kb. hardver-cserkész, hardver-járőr). A hardver-cserkész a találati hibák ideje alatt az egyébként tétlen csip végrehajtási erőforrásait használja az utasítások előzetes betöltésére (prefetch).
2006 márciusában Marc Tremblay a Sun Scalable Systems Group alelnöke és vezető tervezője egy előadást tartott a Xerox Palo Alto Research Center (PARC) kutatóközpontban a szál-szintű párhuzamosság, a hardver-cserkész (hardver scouting) technika és a szál-szintű spekulativitás témájában. Ezeket a többszálú működési technológiákat tervezték alkalmazni a Rock processzorban.
2007 augusztusában a Sun megerősítette, hogy a Rock támogatni fogja a tranzakciós memóriát, a gyártásba került processzorok között elsőként. A tranzakciós memória lehetővé teszi a betöltő és tároló utasítások csoportjainak atomi, megszakíthatatlan végrehajtását. A funkcionalitás ellátására két új utasítást vezettek be (chkpt, commit) és egy új állapotregisztert (cps). A chkpt <fail_pc> utasítás megkezdi egy tranzakció végrehajtását a commit pedig véglegesíti (lezárja) a tranzakciót. Ha a mechanizmus valamilyen megszakadási / abortálási feltételt észlel a tranzakció folyamán, akkor a vezérlést átadja a <fail_pc> címre és a cps jelzi az abortálás okát. A végrehajtás a legjobb eredményre törekszik, és figyelembe veszi, hogy az adatkonfliktusokon kívül a tranzakciók számos más ok miatt is megszakadhatnak ami lehet pl. TLB tévesztés, megszakítás, egyes gyakran használt funkcióhívási szekvenciák és a „nehéz” utasítások (mint az osztás).
Ennek ellenére a különféle, nem feltétlen finom szemcsézettségű, szinkronizációt igénylő kódblokkok sikerrel tudják használni a Rock processzor tranzakciós memória támogatását.
2008 februárjában Marc Tremblay az ISSCC konferencián egy újabb egyedi jellemzőt jelentett be, a soron kívüli visszavonás (out-of-order retirement) eljárást. Ennek egyik előnye, hogy a „hagyományos utasításablakot lecseréli egy jóval kisebb késleltetett várakozási sorra”.
2008 áprilisában a Sun mérnökei bemutatták a tranzakciós memóriainterfészt a Transact 2008 ACM SIGPLAN Workshop-on, valamint bejelentették az Adaptív Tranzakciós Memória Tesztplatform szimulátort, amit röviddel ezután terveztek a nagyközönség számára is elérhetővé tenni.

## Szerverplatformok
A Rock processzor a Sun tervezett Supernova szerver vonalában lett volna felhasználva. az OpenSolaris Architecture Review case FWARC/2008/761. kiadványban publikálták.

### Fizikai erőforrások
Az ARC 2008/761 Physical Resource Inventory (PRI) specifikációja szerint a Supernova platform támogatja a következőket: IEEE 1275 Open Firmware, platform virtualizáció Logical Domainek (LDOM) használatával, független rendszervezérlő (SC), és Fault Management Architecture (FMA, hibakezelő architektúra) doménszervizek. Az FMA jellemző eredetileg a FWARC/2006/141-ben szerepelt, de azt lezárták és kiterjesztették a FWARC/2008/455-ben, a gyökérdomainekben jelentkező PCI hibák ellenőrzésére is.

### Bemeneti/kimeneti interfész
Az ARC 2008/761 specifikáció iodevice csomópont-leírása szerint mind a működés közben csatlakoztatható PCI Express (PCIe), mind a régebbi kiterjesztett PCI (PCI-X) használata támogatott.

### Bemeneti/kimeneti bővítmények
Hitendra Zhangada, a Sun SPS Common Software Features Engineering group részlegénél leírta a PCIe paraméterek egy olyan változatát, ami támogatja a hardverplatformokat. A „Bronze” szerverek a 0-5 PCIe csatlakozókat támogatják. Az „Silver” szerverek 0-1 bemeneti/kimeneti kártyát és a 0-7 PCIe csatlakozókat támogatják minden kártyán. A „Platinum” szerverek 0-3 bemeneti/kimeneti kártyát és a 0-7 PCIe csatlakozókat támogatják minden kártyán. A „Silver-II” szerverek a 00-19 PCIe csatlakozókat támogatják. A „Platinum-II” szerverek 0-7 kártyát és a 0-3 PCIe csatlakozókat támogatják minden kártyán.

### Általános jellemzők
Zhangada 2008-ban egy gyorsított menetű szoftver ARC specifikáció készítését kezdeményezte, amely leírja a Supernova AT480 és AT880 platformokat. Ravi Subbarao, a Sun Vállalati Rendszerszoftver részlegének igazgatója felügyelte a ARC 2008/761 specifikációt, amely leírja a platformok csatlakozásait, az egyes interfészek változásait és az OpenBoot eszközöket.

### AT7180
A SPARC Enterprise AT7180 egy elképzelt egyfoglalatos modell, amely max. 32 hardveres szálat kezel.

### AT7280
A SPARC Enterprise AT7280 egy elképzelt kétfoglalatos modell, amely max. 64 hardverszálat kezel.

### AT7480
A Supernova Silver-II, másik elnevezéssel SPARC Enterprise AT7480, egy négyfoglalatos modell, amely max. 128 hardverszálat kezel, PCI Express sín-architektúrát használ Open Boot firmware-rel.

### AT7880
A Supernova Platinum-II, másik elnevezéssel SPARC Enterprise AT7880, egy nyolcfoglalatos modell, amely max. 256 hardverszálat kezel, PCI Express sínarchitektúrát alkalmaz, Open Boot firmware-rel. Az ARC case 2008/761 specifikáció (2008) szerint az AT7880 nyolc CPU foglalattal rendelkezik, mindegyiken egy Sun Neptune többszálú 10 gigabites Ethernet csippel.
2009-ben ezek a modellek már nem szerepeltek a Sun terméklistáján.

## A processzor története
2005 februárjában Scott McNealy a Sun Microsystems vezérigazgatója 2005 második felében elérkezik a „tape out” fázishoz, amivel megkezdődhet a gyártás. A „tape out” fázis azonban késett, és végül 2007 januárjában sikerült a Sunnak odáig jutnia.
2007 áprilisában Jonathan I. Schwartz Sun igazgató egy blogon közzétette egy BGA tokozású Rock csip fotóját, amelyen az UltraSPARC RK jelölés látható és azt írta, hogy egy ilyen processzor képes akár 256 terabájt virtuális memória címzésére egy Solarist futtató rendszerben. A következő hónapban a Sun bejelentette, hogy elkészítette a Rock csipet, amely sikeresen indítja a Solaris operációs rendszert. Ugyanezen év augusztusában a Sun közreadta a tranzakciós memória működésének részleteit a Rock architektúrában. A teljesen új kialakítás egyedi sajátosságai és összetettsége miatt a Rock megjelenését 2008-ra vagy 2009-re halasztották.
2008-ban Mark Moir közzétette „A Rock tranzakciós memóriája, és hogy használjuk ki azt” című cikkét a Sun Labs 2008-as nyílt kapus rendezvényén, amely a tranzakciós memória működését tárgyalja, a szálak felderítését (scouting) és hogy ez hogyan könnyíti meg azoknak a problémáknak a megoldását, amiket lassabb processzorokon igen nagy számú szál innovatív alkalmazásával sem képesek sikeresen alkalmazni. 2008 szeptemberében egy OpenSolaris projekt indult azzal a céllal, hogy patch-eket (foltokat, javítókódokat az operációs rendszer forráskódjához) generáljon a Rock-alapú SuperNova program számára, igyekezve megteremteni az operációs rendszer-támogatást az új hardverhez.
2009 januárjában Jonathan Schwartz Sun igazgató bejelentette, hogy a Rock processzort még mindig 2009-ben tervezik megjelentetni. 2009. március 10-én a tizennegyedik ASPLOS konferencián (ASPLOS '09) Dave Dice, Yossi Lev, Mark Moir és Dan Nussbaum közzétette „Early Experience with a Commercial Hardware Transactional Memory Implementation”, „Korai tapasztalatok egy kereskedelmi hardverben történt tranzakciós memória-megvalósításról” című előadását. Ebben leírták 2009-ben szerzett tapasztalataikat a hardveresen támogatott tranzakciós memória (HTM) tulajdonságairól „egy új kereskedelmi célú többmagos processzor” két gyártás előtti modelljében.

### Megszüntetés
2009. április 20-án a Sun és az Oracle Corporation bejelentette, hogy megállapodást kötöttek, amelynek értelmében az Oracle a Sun tulajdonosává válik. Június 12-én egy blogbejegyzésen megjelent egy hír a Rock csip egy zártkörű (titoktartási nyilatkozathoz kötött) bemutatójáról, július 14-én a hamburgi OpenSolaris Users Group gyűlésen.
2009. június 15-én a The New York Times közölte, hogy értesülései szerint a Rock projektet megszüntették. A Sun ezt nem kommentálta. Két nappal később, az EE Times azt jelentette, hogy a Sun nem küldött be egy a Rock processzorról szóló cikket, amiből arra következtetnek, hogy a vállalat visszavonta a csipet. 2009. június 24-én a 36. Nemzetközi Számítógép-architektúra Szimpóziumon még szerepelt egy „A Rock processzorban megvalósított új futószalag-architektúra” c. előadás.
2009. augusztus 6-án a Rock támogatást eltávolították az OpenSolaris Project-ből. 2009. augusztus 13-án egy „NZTM: Nonblocking Zero-indirection Transactional Memory”, „NZTM: nemblokkoló zéró-kerülőutas tranzakciós memória” című előadás hangzott el a 21. a párhuzamosság, algoritmusok és architektúrák témájú ACM szimpóziumon szerzői Fuad Tabba, Mark Moir, James Goodman, Andrew Hay és Cong Wang. A NZTM algoritmus teljesítményét a Sun eljövendő Rock processzorán vizsgálták. 2009. szeptember 11-én a The Register azt jelentette, hogy a Rock processzort kihagyták a SPARC processzorok fejlesztési terveiből, amelyet a Sun vásárlóinak és partnereinek tesznek közzé. 2009. szeptember 15-én szintén megjelent egy szakmai közlemény Yossi Lev és Maurice Herlihy szerzőktől, amely egy hibakereső könyvtárat ismertetett a tranzakciós programokhoz.
2009. október 26-án, Dave Dice, Yossi Lev, Mark Moir és Dan Nussbaum újra publikálta a korábbi „Korai tapasztalatok ...” c. cikkét, kibővítve.
2010. január 27-én az Oracle bejelentette, hogy befejeződött a Sun átvétele. 2010. április 5-én Dave Dice, Yossi Lev, Virendra Marathe, Mark Moir, Marek Olszewski és Dan Nussbaum bemutatta „Simplifying Concurrent Algorithms by Exploiting Hardware Transactional Memory”, „Konkurens algoritmusok egyszerűsítése a hardver által támogatott tranzakciós memória használatához” című cikkét a 22. párhuzamosság, algoritmusok és architektúrák témájú ACM szimpóziumon (SPAA 2010).
2010. április 5-én Dave Dice és Nir Shavit újabb cikkeket tettek közzé a processzor működésének egyes részéeteivel kapcsolatban, a SPAA 2010 konferencián.
2010. május 12-én a Reuters azt jelentette, hogy Larry Ellison, az Oracle vezérigazgatója leállította a Rock projektet a Sun felvásárlásakor, az igazgató szavait idézve: „Ennek a processzornak két hihetetlen erénye volt: hihetetlenül lassú volt és hatalmas mennyiségű energiát emésztett. Olyan forró volt, hogy 12 hüvelykes hűtőventilátorokat kellett a tetejére szerelni, a processzor hűtésére. Egyszerűen őrültség lett volna folytatni ezt a projektet.”

## Fordítás
Ez a szócikk részben vagy egészben  a   Rock (processor) című angol Wikipédia-szócikk ezen változatának fordításán alapul.  Az eredeti cikk szerkesztőit annak laptörténete sorolja fel. Ez a jelzés csupán a megfogalmazás eredetét és a szerzői jogokat jelzi, nem szolgál a cikkben szereplő információk forrásmegjelöléseként.